# Ormetica orbona
Ormetica orbona là một loài bướm đêm thuộc phân họ Arctiinae, họ Erebidae.